# Henri Cartan

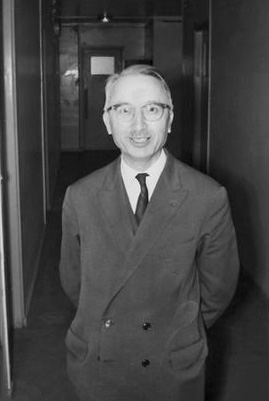
Henri Cartan

Henri Paul Cartan (Nancy, 8 juli 1904 - Parijs, 13 augustus 2008) was een Frans wiskundige. Hij was een zoon van Élie Cartan en net als zijn vader was hij invloedrijk.

## Biografie
Cartan was een van de oprichtende leden van de Bourbaki-groep en tevens een van haar meest actieve deelnemers. Het boek dat hij samen schreef met Samuel Eilenberg, Homological Algebra (Homologische algebra) (1956) was een belangrijk werk, waar de homologische algebra op een niet overdreven abstractieniveau werd behandeld. Ook werd in dit werk slechts gematigd gebruikgemaakt van de categorietheorie.
Cartan stierf in augustus 2008 op 104-jarige leeftijd.

## Voetnoten
1. ↑  (fr)  Décès du mathématicien Henri Cartan (Overlijden van de wiskundige Henri Cartan) (18 augustus 2008). Gearchiveerd op 29 november 2016. Geraadpleegd op 10 juni 2009.
2. ↑  (en)  Henri Cartan en Samuel Eilenberg, Homological Algebra (Homologische algebra) ISBN 978-0-691-04991-5